# Eilema fuscicilia
Eilema fuscicilia là một loài bướm đêm thuộc phân họ Arctiinae, họ Erebidae.